# جوني برانداو
جوني برانداو (بالبرتغالية: Joni Brandão) هو دراج برتغالي، ولد في 20 نوفمبر 1989 في مملكة البرتغال في البرتغال.

## وصلات خارجية
- جوني برانداو على موقع الاتحاد الدولي للدراجات (الإنجليزية)
- جوني برانداو على موقع أرشيف الدراجات (الإنجليزية)
- جوني برانداو على موقع إحصائيات الدراجات الإحترافية (الإنجليزية)
- جوني برانداو على موقع نسبة الدراجات (الإنجليزية)